# Stikstofruimte
Het woord stikstofruimte wordt frequent sinds 2009 gebruikt rondom de stikstofcrisis in Nederland.
Er bestaat geen officiële of wettelijke definitie van stikstofruimte. Een initiatiefnemer van een activiteit of project dat stikstofdepositie veroorzaakt heeft geen vaste hoeveelheid 'stikstofruimte' beschikbaar. In beginsel is namelijk niet een vaste hoeveelheid emissie (of eventueel depositie) vergund, maar het uitvoeren van een bepaalde activiteit of project. Wanneer emissiefactoren wijzigen, kan het zo zijn dat de berekende emissie (en daarmee: de 'stikstofruimte' die een activiteit in beslag neemt) ook wijzigt. In bepaalde gevallen kan het wel zo zijn dat er in een vergunning expliciet een maximale emissie als voorschrift is opgenomen.
Stikstofruimte is de uitstootzijde van de "depositie(stikstof)ruimte" uit het Programma Aanpak Stikstof. Alhoewel gerelateerd zijn het twee termen met totaal andere betekenis en interpretatie voor bijvoorbeeld rekenmodellen zoals het Operationele Prioritaire Stoffen model binnen AERIUS.
Bepaalde natuur- en/of milieutoestemmingen creëren een zogeheten referentiesituatie. Aan de hand van deze referentiesituatie wordt bepaald welke stikstofruimte beschikbaar is om bijvoorbeeld in te zetten voor intern salderen of extern salderen.
Er zijn twee methodes voor het bepalen van een referentiesituatie:
- projectspoor: voor een project
- natuurspoor: voor beweiding en/of bemesting

## Bepalen referentiesituatie van een project
Het projectspoor is van toepassing bij de verlening van een omgevingsvergunning voor een project. Het projectspoor geldt ook als bijvoorbeeld een omgevingsvergunning voor bouw verleend wordt en bepaald moet worden of er een omgevingsvergunning voor een Natura 2000-activiteit nodig is. Dat geldt ook voor een buitenplanse omgevingsplanactiviteit (BOPA). Voor de referentiesituatie in de projectfase moet worden gekeken naar de vergunde situatie, met verwijzing naar de uitspraak van de Logtsebaan:
Het is vaste rechtspraak van de Afdeling dat voor de vraag of de wijziging of uitbreiding van een bestaand project significante gevolgen kan hebben, een vergelijking wordt gemaakt van de gevolgen van het bestaande project in de referentiesituatie en de gevolgen van het project na wijziging of uitbreiding. De referentiesituatie wordt ontleend aan de geldende natuurvergunning of, bij het ontbreken daarvan, aan de milieutoestemming die gold op de referentiedatum (dat is het moment waarop artikel 6 van de Habitatrichtlijn van toepassing werd voor het betrokken Natura 2000-gebied), tenzij nadien een milieutoestemming is verleend voor een activiteit met minder gevolgen. Dan geldt die toestemming als referentiesituatie. Een referentiesituatie kan niet worden ontleend aan een natuurvergunning of milieutoestemming die is vervallen of geëxpireerd.
Merk op dat niet iedere milieutoestemming gebruikt kan worden als referentiesituatie; dit is aan strikte voorwaarden gebonden.

## Bepalen referentiesituatie bij beweiding en/of bemesting ('natuurspoor')
Als om beweiding of bemesting betreft, is het voorgaande genuanceerder. In sommige gevallen kan, ook als een milieu- of natuurtoestemming ontbreekt, toch sprake zijn van een referentiesituatie in het natuurspoor zoals beschreven in "Handreiking I beweiden en bemesten - beoordeling referentiesituatie".
Als referentiesituatie bij het vaststellen van een ruimtelijk plan moet worden uitgegaan van de feitelijk aanwezige, planologisch legale situatie. Zie bijvoorbeeld de uitspraak van de Raad van State van 1 september 2021. Hierbij is het belangrijk dat de activiteit nog steeds aanwezig is op het moment dat het plan wordt vastgesteld. Als de activiteit reeds beëindigd is, kan deze in principe niet in de referentiesituatie worden betrokken. Een uitzondering op dit uitgangspunt geldt als kan worden aangetoond dat de activiteit specifiek is beëindigd ten behoeve van de ontwikkeling die het plan mogelijk maakt (r.o. 24.2 van de uitspraak).

## Stikstofruimte inzetten t.b.v. intern salderen of extern salderen
Bij salderen wordt een nieuwe activiteit beoordeeld ten opzichte van de reeds toegestane activiteit op die locatie (de referentiesituatie). Er wordt onderscheid gemaakt tussen intern salderen en extern salderen. Als de saldering binnen het project plaatsvindt is er sprake van intern salderen. Als de stikstofruimte elders wordt ingezet is er sprake van extern salderen. In het geval van extern salderen wordt stikstofruimte van een bedrijf of activiteit die gedeeltelijk of geheel stopt, overgenomen dan wel verkocht. Tot maximaal 70% van de overgenomen ruimte kan benut worden voor een project of activiteit. De overige stikstofruimte heeft tot doel om feitelijke depositiestijgingen te voorkomen. In artikel 6 van de "Provinciale Beleidsregels Salderen". staat een overzicht welke activiteiten gebruikt kunnen worden bij extern te salderen.